# Rolando Chilavert
Marciano Rolando Chilavert González (né le 22 mai 1961 à Luque au Paraguay) est un footballeur international paraguayen qui évoluait au poste de milieu de terrain, avant de devenir ensuite entraîneur.

## Biographie

### Carrière de joueur

#### Carrière en club
Rolando Chilavert joue principalement en faveur du Sportivo Luqueño, du Club Guaraní et du Club Olimpia. Il remporte au cours de sa carrière deux titres de champion du Paraguay.
Il dispute avec le club du Chaco For Ever, 24 matchs en première division argentine, inscrivant cinq buts.
Il joue également 17 matchs en Copa Libertadores, inscrivant un but. Il marque son seul but dans cette compétition le 12 mars 1985, avec le Club Guaraní, contre l'équipe colombienne de Millonarios.

#### Carrière en sélection
Rolando Chilavert reçoit 11 sélections en équipe du Paraguay lors de l'année 1985, sans inscrire de but.
Il dispute trois matchs rentrant dans le cadre des éliminatoires du mondial 1986.
Il figure dans le groupe des sélectionnés lors de la Coupe du monde de 1986. Lors du mondial organisé au Mexique, il ne joue aucun match.

### Carrière d'entraîneur
Rolando Chilavert dirige plusieurs clubs au Paraguay, en Bolivie, et au Pérou.
En 2003, il dirige l'équipe du Paraguay des moins de 20 ans lors de la Coupe du monde des moins de 20 ans organisée aux Émirats arabes unis (deux victoires, deux défaites).

## Palmarès

### Palmarès de joueur
| Luqueño - Championnat du Paraguay : - Vice-champion : 1983. |  | Guaraní - Championnat du Paraguay (1) : - Champion : 1984. - Vice-champion : 1989. |

| Olimpia - Championnat du Paraguay (1) : - Champion : 1988. - Vice-champion : 1986 et 1987. |  | Cerro Porteño - Championnat du Paraguay : - Vice-champion : 1991. |

### Palmarès d'entraîneur
12 de Octubre
- Championnat du Paraguay D2 (1) :
  - Champion : 2012.